# Henry Axel Bueck

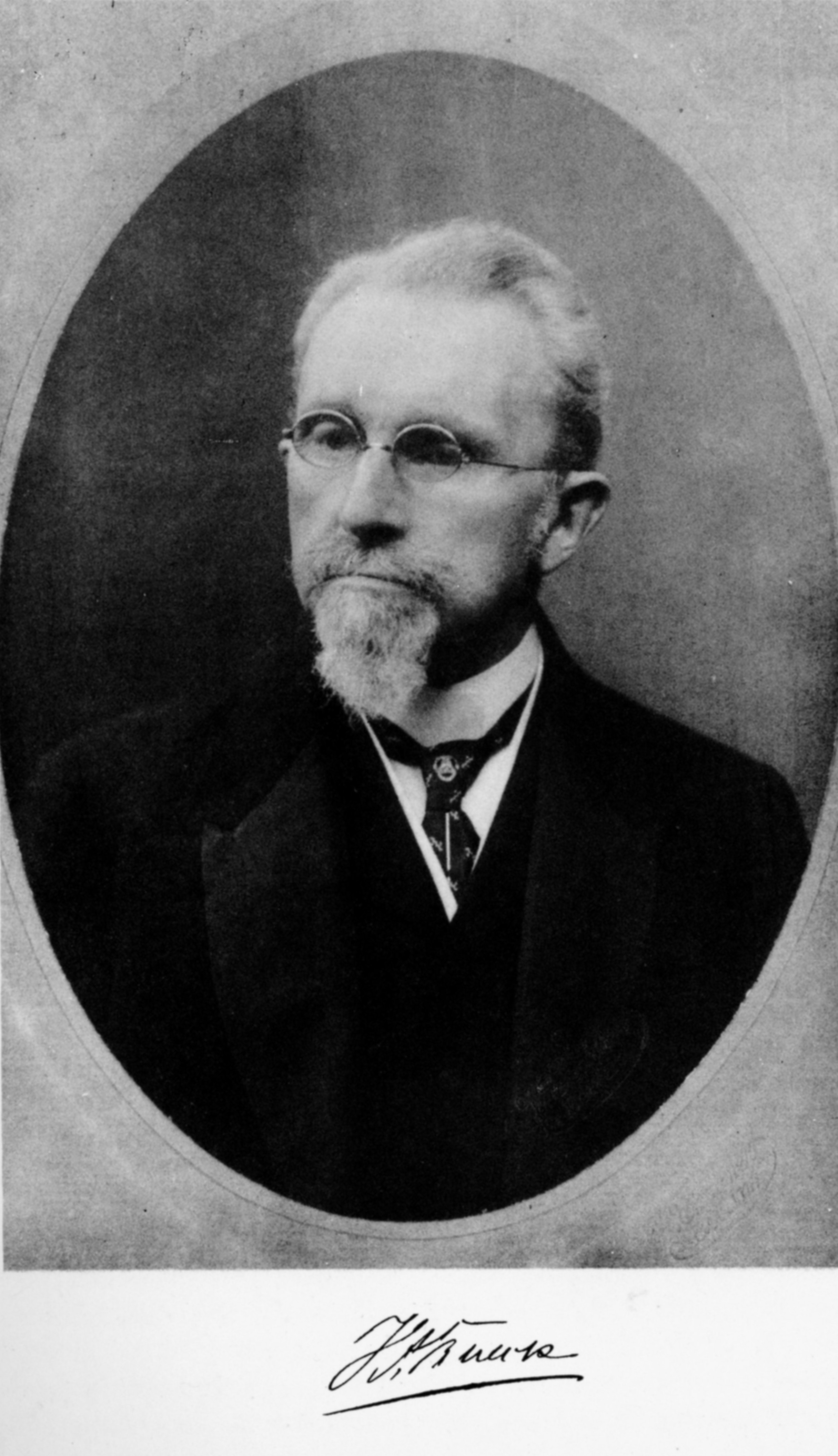
Henry Axel Bueck

Henry Axel Bueck (* 12. Dezember 1830 in Bischofsburg, Ostpreußen; † 4. Juli 1916 in Berlin) war ein deutscher Politiker und Industriefunktionär. 

## Leben
Henry Axel Bueck wurde 1873 Geschäftsführer des neu gegründeten Vereins zur Wahrung der gemeinsamen wirtschaftlichen Interessen in Rheinland und Westfalen und der Nordwestlichen Gruppe des Vereins Deutscher Eisen- und Stahlindustrieller. 1887 übernahm er die Geschäftsführung des Centralverbands Deutscher Industrieller (CDI), für den er schon seit dessen Gründung im Jahr 1876 tätig war. In dieser Funktion stellte Bueck dem Reichsamt des Innern 12.000 Mark zur Finanzierung der Agitation für die Zuchthausvorlage zur Verfügung. 1904 übernahm er zusätzlich die Geschäftsführung der Hauptstelle der deutschen Arbeitgeberverbände, des ersten Dachverbands deutscher Arbeitgeberverbände. Bueck wirkte daneben maßgeblich an der Entstehung der Kolonialgesellschaft Deutscher Kolonialverein mit. Er gilt als der erste professionelle Verbandsgeschäftsführer in Deutschland und hatte maßgeblichen Einfluss auf die Entwicklung der sozialpolitischen Positionen der deutschen Industrie. Vor seiner Karriere als Verbandsgeschäftsführer war Bueck landwirtschaftlicher Großgrundbesitzer.

## Schriften
- Die Organisation der Arbeitgeber. Guttentag, Berlin 1904.
- Der Centralverband Deutscher Industrieller und seine dreißigjährige Arbeit von 1876–1906. Guttentag, Berlin 1906.
- Mein Lebenslauf. (= Beiträge zur Unternehmensgeschichte, Neue Folge, Band 1.) Steiner, Stuttgart 1997, ISBN 3-515-07161-X. (Autobiografie, herausgegeben und mit einer kommentierenden Einleitung von Werner Bührer)